# Спотниц, Фрэнк
Фрэнк Спотниц (англ. Frank Spotnitz, род. 17 ноября 1960) — американский телевизионный сценарист и исполнительный продюсер. Главный исполнительный директор лондонской и парижской телевизионной компании Big Light Productions.

## Биография
Фрэнк Спотниц родился 17 ноября 1960 года в лагере Зама Армии США, базирующейся в Японии. Наполовину еврей. Окончил Калифорнийский университет в Лос-Анджелесе со степенью бакалавра по английской литературе, а также консерваторию Американского института киноискусства, как магистр изобразительных искусств сценаристов.